# 西興部駅

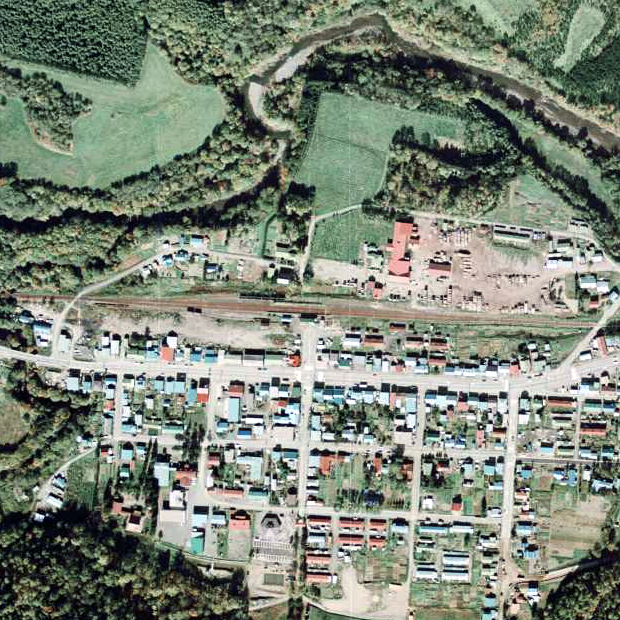
1978年の西興部駅と周囲約500m範囲。右が紋別方面。相対式ホーム2面2線駅舎横に貨物ホームと引き込み線、駅裏に副本線を持つ。副本線からは紋別側にある木工所の敷地前へ引き込み線が伸びていた。

西興部駅（にしおこっぺえき）は、北海道（網走支庁）紋別郡西興部村字西興部にかつて設置されていた、北海道旅客鉄道（JR北海道）名寄本線の駅（廃駅）である。事務管理コードは▲122109。

## 歴史
駅の位置は当初、現在の六興地区の村井農場入口付近に予定されていたが、現駅が設置された七重地区（後に瀬戸牛、西興部と改称）が、滝上への殖民道路開通もあり、交通の要所となっていたため、七重に駅が開設されることとなった。
1986年（昭和61年）まで運行されていた、急行「紋別」の停車駅であった。
- 1921年（大正10年）10月5日 - 鉄道省名寄線の上興部 - 興部間延伸開通に伴い、瀬戸牛駅（せとうしえき）として開業[4]。一般駅[1]。
- 1923年（大正12年）11月5日 - 路線名を名寄本線に改称し、それに伴い同線の駅となる。
- 1926年（大正15年）11月 - 3番線設置[5]。
- 1949年（昭和24年）6月1日 - 日本国有鉄道に移管。
- 1954年（昭和29年） - 駅舎改築[5]。
- 1955年（昭和30年）3月19日 - 木工所（三浦木材工業株式会社）専用線敷設[5]。
- 1961年（昭和36年）3月20日 - 西興部駅に改称[1][5]。
- 1982年（昭和57年）11月15日 - 貨物取り扱い廃止[6][7]。
- 1984年（昭和59年）2月1日 - 荷物取り扱い廃止[1][8]。
- 時期不詳 - 交換設備を撤去。
- 1986年（昭和61年）11月1日 - 無人駅化[9]。
- 1987年（昭和62年）4月1日 - 国鉄分割民営化により、JR北海道に継承[1]。
- 1989年（平成元年）5月1日 - 名寄本線の全線廃止に伴い、廃駅となる[1]。

### 駅名の由来
名寄線（当時）が延伸開通当時の西興部村村域は興部村に属し、当地は七重（ななえ）と呼ばれていた。このため当駅名も当初は「七重」とする話があったが、既に函館本線に七飯駅があったため混乱するとの理由で、地域内の局所的な地名であった「瀬戸牛（せとうし）」を採用して駅名とした。このため地域名も七重から瀬戸牛となった。
この「瀬戸牛」の地名については、アイヌ語の「セッウㇱナイ」（巣の・多くある・沢）に由来するとされているが、何の巣であったかについては、鳥の巣とする説やキツネの巣とする説がある。
現駅名の「西興部」の発祥は、開業4年後の1925年（大正14年）1月に瀬戸牛を中心地として興部村の西半分が西興部村として分村したことに始まり、1945年（昭和20年）頃に瀬戸牛の字名も西興部となったため、幾度か改名運動が行われ、字名から遅れて16年後の1961年（昭和36年）に駅名も改称された。

## 駅構造
廃止時点で、1面1線の単式ホームを有する地上駅であった。ホームは線路の南側（遠軽方面に向かって右側）に存在した。そのほか1983年（昭和58年）時点では、名寄方から分岐し駅舎西側のホーム切り欠き部分の貨物ホームへの貨物側線を1線有していた。かつては単式ホーム・島式ホーム複合型の2面3線を有する列車交換可能な交換駅であった。1983年（昭和58年）時点では、使われなくなった島式ホーム側の線路は交換設備運用廃止後も旧本線、副本線ともに側線として残っていた。転轍機は遠軽方、名寄方の両方向とも維持されていた。また、副本線の遠軽方から分岐した行き止まりの側線を1線有していた。
無人駅となっていたが、有人駅時代の木造駅舎が残っていた。駅舎は構内の南側に位置し、ホーム中央部分に接していた。

## 利用状況
乗車人員の推移は以下のとおり。年間の値のみ判明している年については、当該年度の日数で除した値を括弧書きで1日平均欄に示す。乗降人員のみが判明している場合は、1/2した値を括弧書きで記した。
| 年度               | 乗車人員 | 乗車人員 | 出典   | 備考 |
| 年度               | 年間     | 1日平均  | 出典   | 備考 |
| ------------------ | -------- | -------- | ------ | ---- |
| 1978年（昭和53年） |          | 133      | [ 13 ] |      |

## 駅周辺
- 国道239号（天北国道）[14]
- 西興部村役場
- 西興部郵便局
- 北見信用金庫西興部支店
- オホーツクはまなす農業協同組合西興部支所
- 特別養護老人ホームにしおこっぺ興楽園
- 村立西興部厚生診療所 - 駅廃止後に建設。
- 村立つくし保育所 - 駅廃止後に建設。
- 西興部村デイサービスセンター - 駅廃止後に建設。
- ケアハウスせせらぎ - 駅廃止後に建設。
- ホテル森夢 - 駅廃止後に建設。
- 紋別地区消防組合西興部支署
- セイコーマート西興部店
- 西興部公園 - 駅から南に約1.2km[12]。
- 興楽園 - 駅から北に約1km[12]。純日本庭園。
- 興部川[14]
- ウエンシリ岳 - 駅の南。標高1,142m[12]。
- 瀬戸牛峠[14]
- 名士バス・西興部村営バス「西興部」停留所

## 駅跡

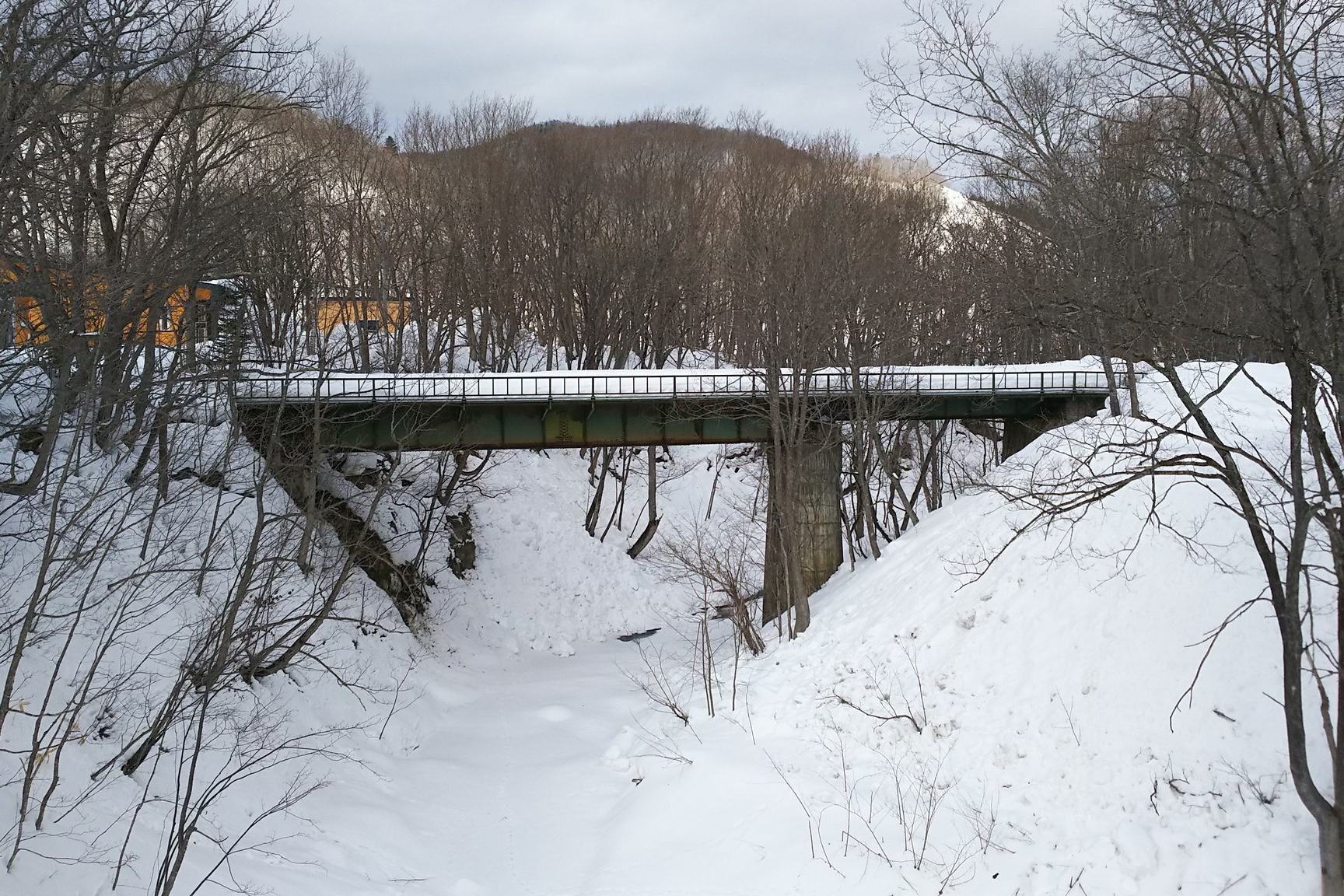
西興部駅跡から名寄方に残っている瀬戸牛川橋梁（2021年2月28日）

2000年（平成12年）時点では駅跡地に村が経営するリゾートホテルが建設され、線路跡地に沿って行政施設が並んでいた。2010年（平成22年）時点では複合施設として美術館などもあり、2011年（平成23年）時点では診療所や保育所などもあった。駅舎が建っていた場所は道路化されている。
また、2000年（平成12年）時点では駅跡の名寄方に、興部川支流の瀬戸牛川に架かっていた「瀬戸牛川橋梁」の鉄骨ガーダー橋が残存していた。2010年（平成22年）時点、2011年（平成23年）時点も同様で、国道横に確認でき、レールは撤去されたが金網や枕木は残存していた。
遠軽方には興部川の支流に架かっていた橋梁の橋台が2000年（平成12年）時点、及び2010年（平成22年）時点には幾つか残存していた。2011年（平成23年）時点では橋梁の存在は確認できなかった。

## 隣の駅
北海道旅客鉄道
名寄本線
上興部駅 - 西興部駅 - 六興駅